# Maïrbek Vatchagaev
Maïrbek Vatchagaev (en tchétchène : Вачаг-хьаьжин Момин кIант Майрбек, en russe : Майрбек Вачагаев), né le 17 décembre 1965 à Avtouri, en Tchétchénie, est un historien tchétchène naturalisé français et un analyste politique du Caucase du Nord auprès de la Jamestown Foundation, surtout connu pour avoir été l'attaché de presse du président tchétchène Aslan Maskhadov et le représentant plénipotentiaire de la république tchétchène d'Itchkérie en Russie.

## Biographie
Diplômé de la faculté d’histoire de l'université d'État de Tchétchénie de Tchétchéno-Ingouchie, Vatchagaev travaille en 1989-1992 à cette même université, ainsi qu’à l’Institut de recherche en sciences humaines à Grozny, étudiant l'histoire de la guerre du Caucase du XIXe siècle.
Il passe les années 1991-1994 à Moscou en faisant un stage à l’Institut d’histoire russe de l’Académie des sciences de Russie. Après y avoir soutenu sa thèse portant sur la place qu’occupa la Tchétchénie dans la guerre du Caucase, Vatchagaev rentre en Tchétchénie et devient en août 1995 directeur de l’information de l’État-major tchétchène dirigé par Aslan Maskhadov.
Après la fin de la guerre, il continue à être un proche collaborateur de Maskhadov, d'abord en tant que membre de son équipe de campagne pour l'élection présidentielle (en), puis, après sa victoire, comme son attaché de presse et premier assistant.
À l'été 1999, à la suite de sa démission du poste d'attaché de presse, Vatchagaev est nommé représentant plénipotentiaire de la république tchétchène d'Itchkérie à Moscou.
Lorsqu'à l'automne 1999 éclate la nouvelle guerre entre la Russie et la Tchétchénie, la police moscovite arrête Vatchagaev pour « possession illégale d'armes ». Détenu depuis son arrestation le 21 octobre 1999 à la prison de la Boutyrka, il est condamné en juillet 2000 à 3 ans de prison ferme mais est libéré sur-le-champ en raison de l'amnistie décrétée deux mois plus tôt à l'occasion du 55e anniversaire de la victoire sur les nazis.
Après quatre mois passés en Turquie, le seul pays à recevoir les ressortissants russes sans visa, Vatchagaev obtient un visa pour la France avec l'aide d'André Glucksmann. Depuis le 30 octobre 2000, il vit ainsi à Paris en tant que réfugié.
En exil, Vatchagaev quitte la vie politique et se consacre entièrement à l'histoire et au journalisme. Néanmoins, son invitation en 2006 à une conférence sur le Caucase du Nord organisée par la Jamestown Foundation à Washington suscite la colère de Moscou qui convoque l'ambassadeur des États-Unis, William J. Burns, pour lui remettre une note de protestation et lui exprimer sa « perplexité » sur le fait que sur le territoire américain se déroulent des événements « faisant la propagande terroriste » alors même que le « partenariat anti-terroriste » entre les deux pays va en s'intensifiant.
En 2015, il affirme que Kadyrov n'avait pas d'intérêt dans l'assassinat de Boris Nemtsov. 

## Publications
Vatchagaev est co-auteur, avec Aude Merlin, de L’aigle et le loup. La Tchétchénie dans la guerre du Caucase au XIXe siècle paru en 2008 aux Éditions Buchet/Chastel à Paris.